# Cầu cất
Cầu cất (còn được gọi là cầu kéo hoặc cầu nâng) là một thể loại cầu di động (hoặc cầu đóng mở được) với một đối trọng (gắn liền) liên tục cân bằng nhịp cầu trong suốt quá trình nhịp cầu được cất lên để tạo ra độ cao tĩnh không cho giao thông đường thủy bên dưới cầu. Cầu cất có thể là cầu cất một bên (gần giống với cầu kéo) hoặc là cầu cất hai bên.

Minh họa một cây cầu cất hai bên có trục cố định (dựa trên bản vẽ kỹ thuật của Cầu Henry Ford)

Tên của thể loại cầu này (bascule) xuất phát từ thuật ngữ tiếng Pháp chỉ chiếc cân dựa trên nguyên lý đòn bẩy. Cầu cất là loại cầu có nhịp đóng mở được phổ biến nhất vì chúng mở nhanh và cần ít năng lượng để vận hành, đồng thời cung cấp độ cao thông tàu không giới hạn cho giao thông đường thủy.

## Lịch sử
Những cây cầu cất đã được sử dụng từ thời cổ đại (với cầu kéo—cầu cất một bên—bắc qua những con hào như là một phần trong hệ thống phòng thủ cho những ngôi làng và lâu đài), nhưng đến khi năng lượng hơi nước được sử dụng vào thập niên 1850, thì những nhịp cầu rất dài và nặng mới có thể nâng lên đủ nhanh để được ứng dụng trong thực tế.

## Phân loại

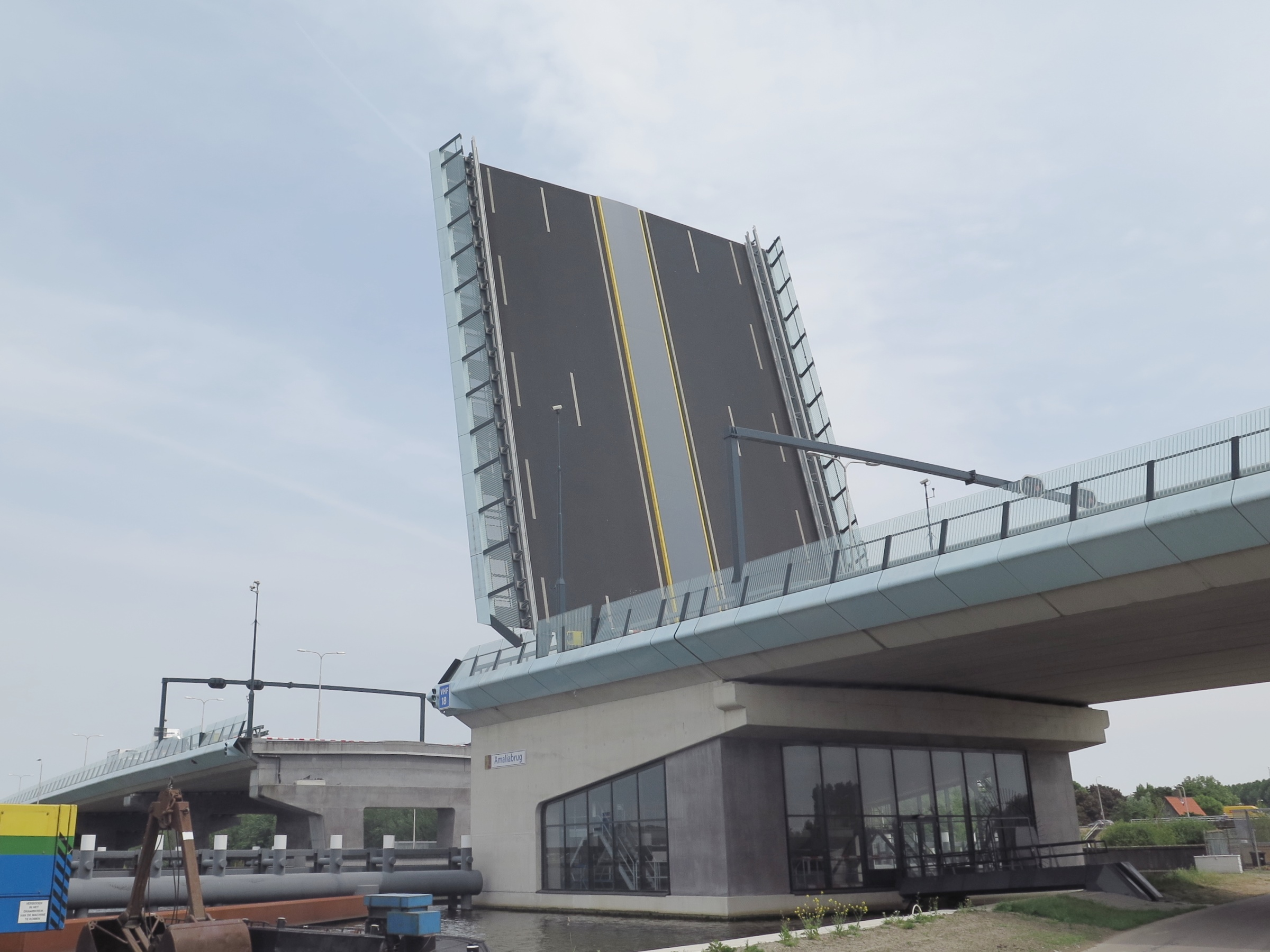
Đối trọng thường được giấu dưới mặt đường trong mố cầu.

Có ba loại cầu cất, và đối trọng của nhịp cầu có thể được đặt ở trên hoặc dưới mặt cầu.

Minh họa của một cây cầu nâng lăn (chẳng hạn như Cầu Pegasus, xem Ví dụ bên dưới)

1. Cầu ngõng trục cố định (đôi khi được gọi là cầu cất "Chicago") quay quanh một trục lớn để cất (các) nhịp lên. Cái tên cầu cất Chicago bắt nguồn từ nơi mà loại cầu này được sử dụng rộng rãi, và là sự cải tiến của Joseph Strauss về ngõng trục cố định.[3]
2. Cầu nâng lăn (rolling lift) (đôi khi được gọi là cầu nâng lăn "Scherzer"), nâng nhịp cầu lên bằng cách lăn trên một đường ray theo cách giống như phần đế của một cái bập bênh. Cầu nâng lăn "Scherzer" là một sự cải tiến được cấp bằng sáng chế vào năm 1893 của kỹ sư người Mỹ William Donald Scherzer.
3. Cầu Rall hiếm thấy kết hợp lực nâng lăn với chuyển động dọc trên thân khi nâng lên. Loại cầu này đã được cấp bằng sáng chế (năm 1901) cho Theodor Rall.[3][4][5] Một trong số ít những cây cầu thuộc loại này còn sót lại là Cầu Broadway (1913), ở Portland, Oregon (xem Ví dụ bên dưới).[6]

## Ví dụ

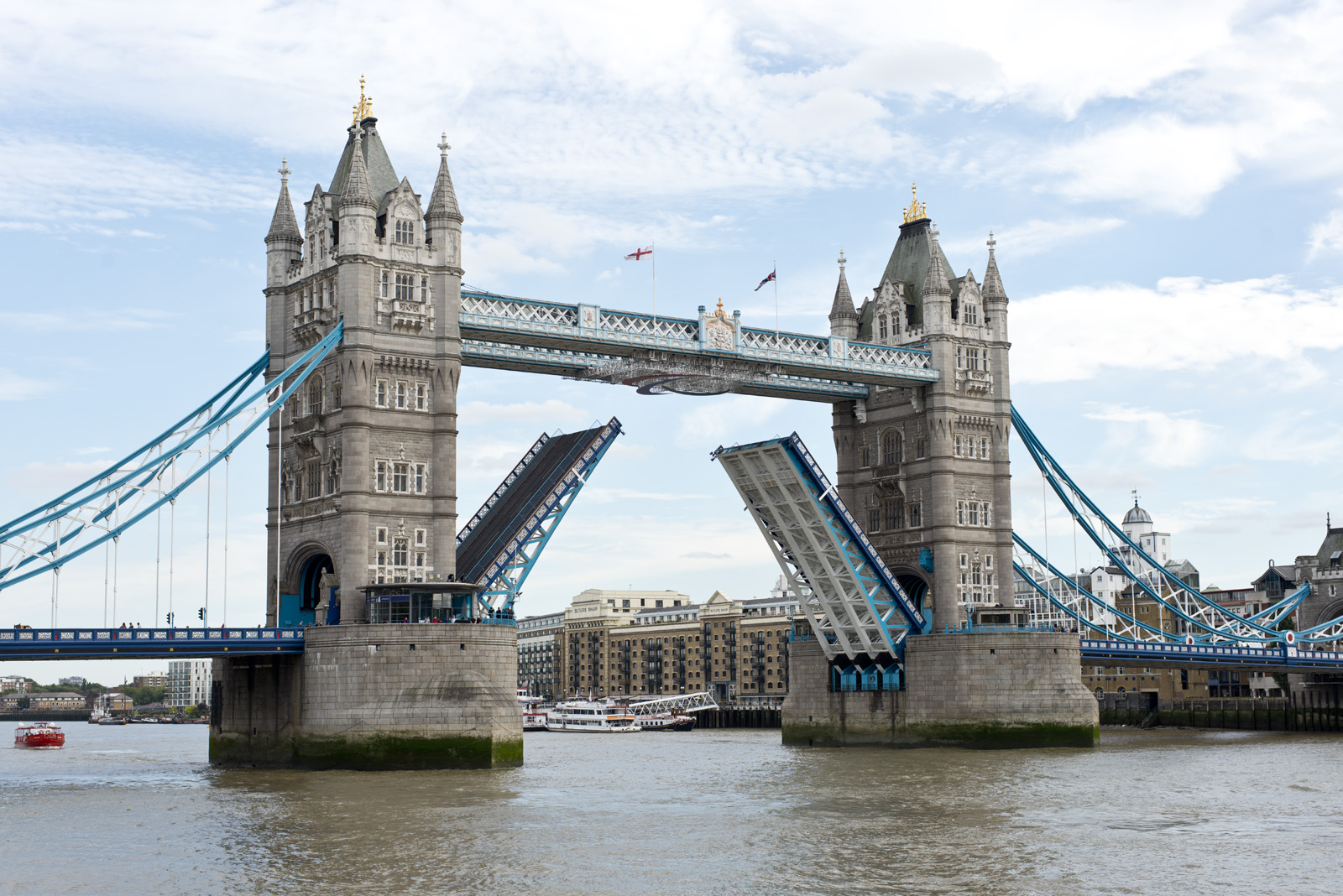
Cầu Tháp Luân Đôn ở Anh
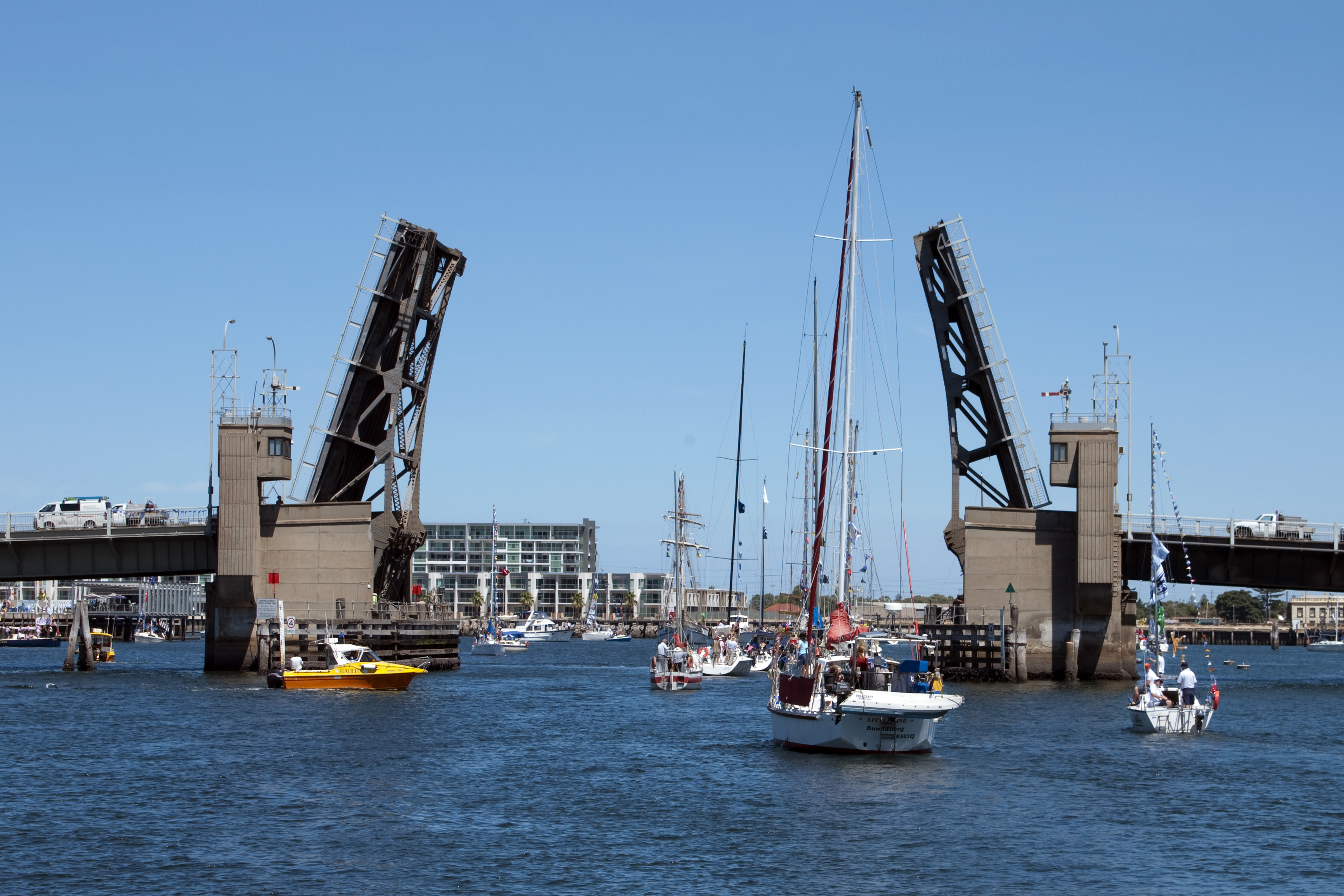
Cầu Birkenhead ở Port Adelaide, Úc
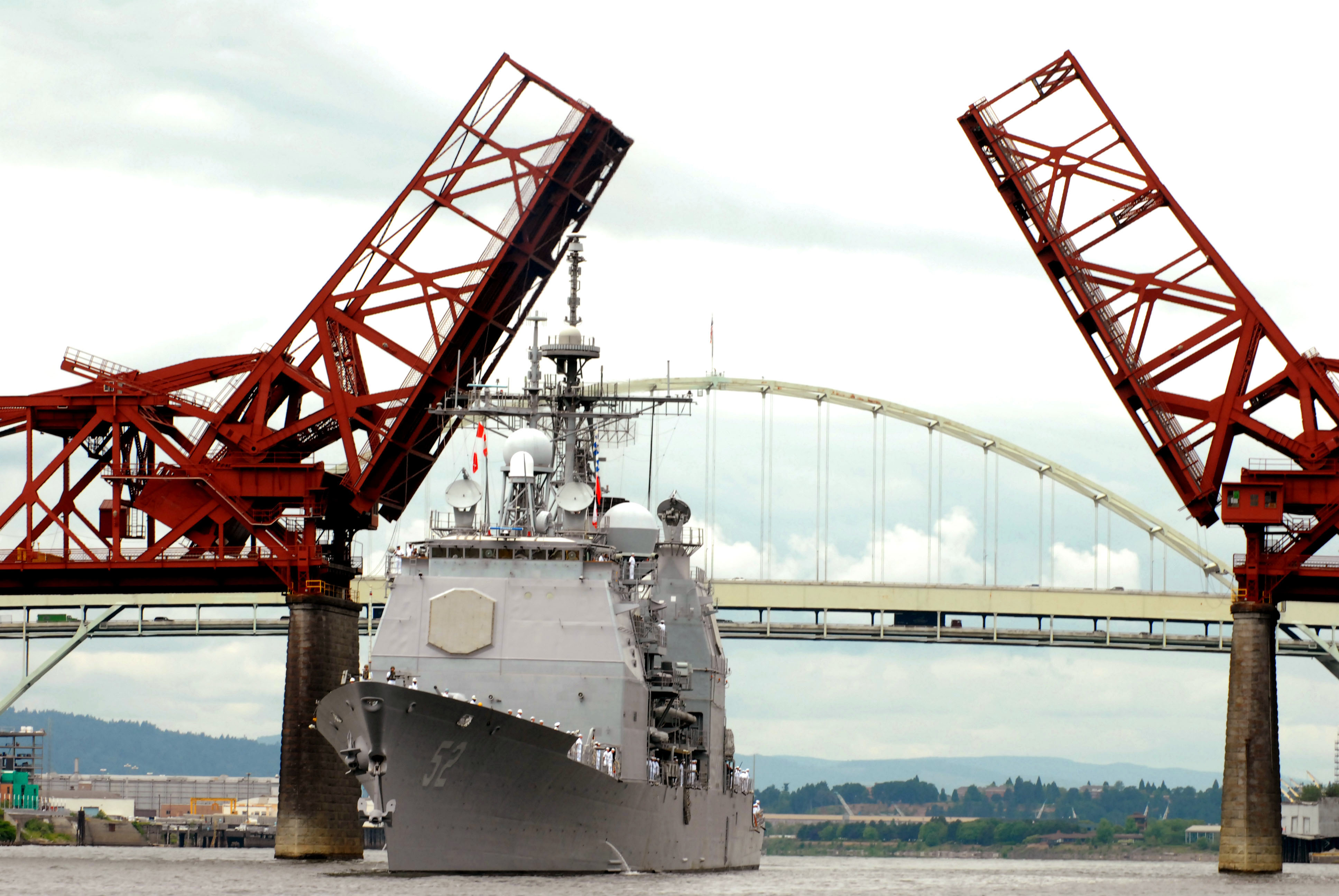
USS Bunker Hill đi ngang bên dưới Cầu Broadway ở Portland, Oregon, Hoa Kỳ
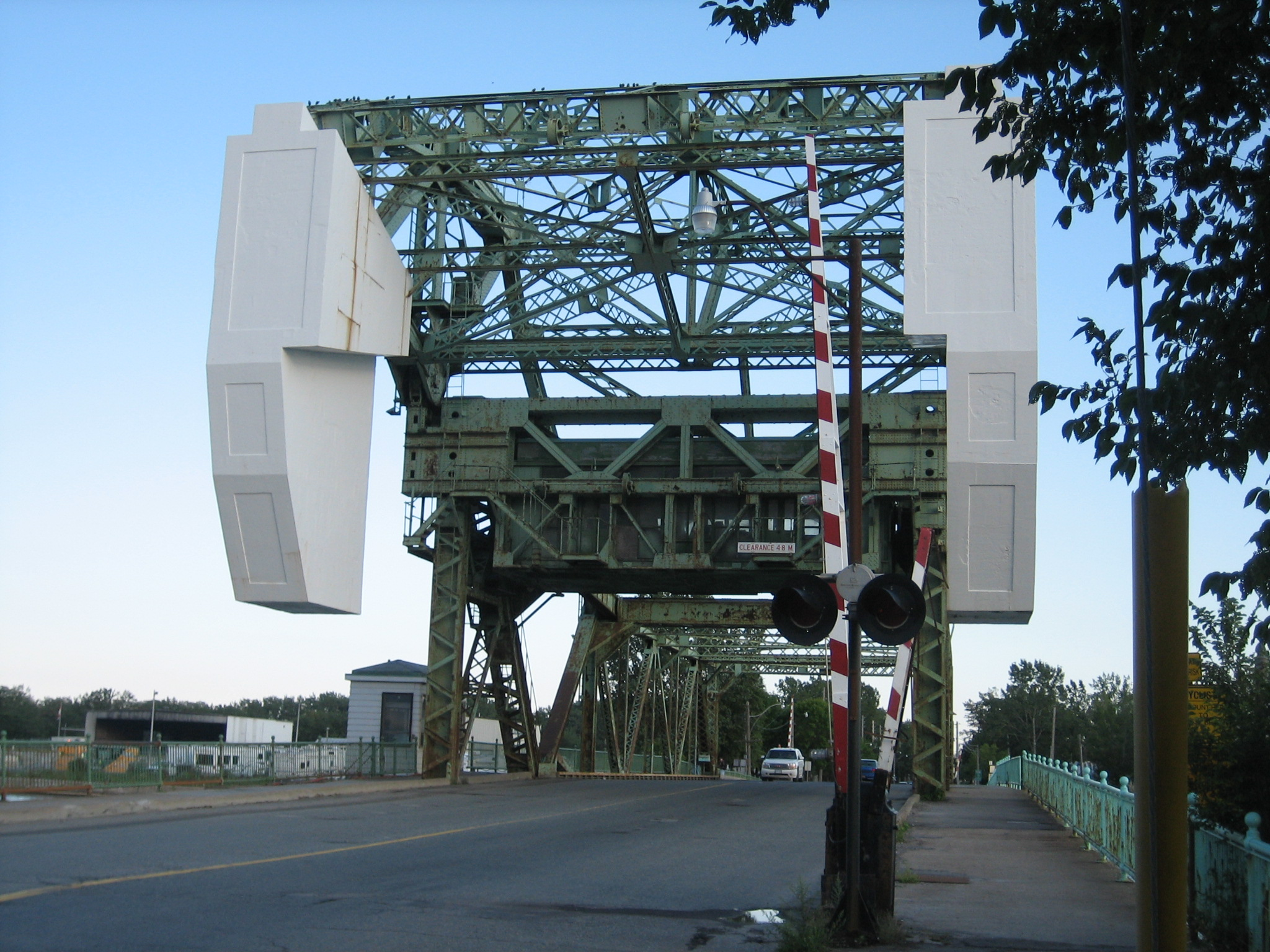
Phần đối trọng của Cầu Trục Cố Định Cherry Street tại Kênh Bến Cảng Toronto ở Toronto, Canada
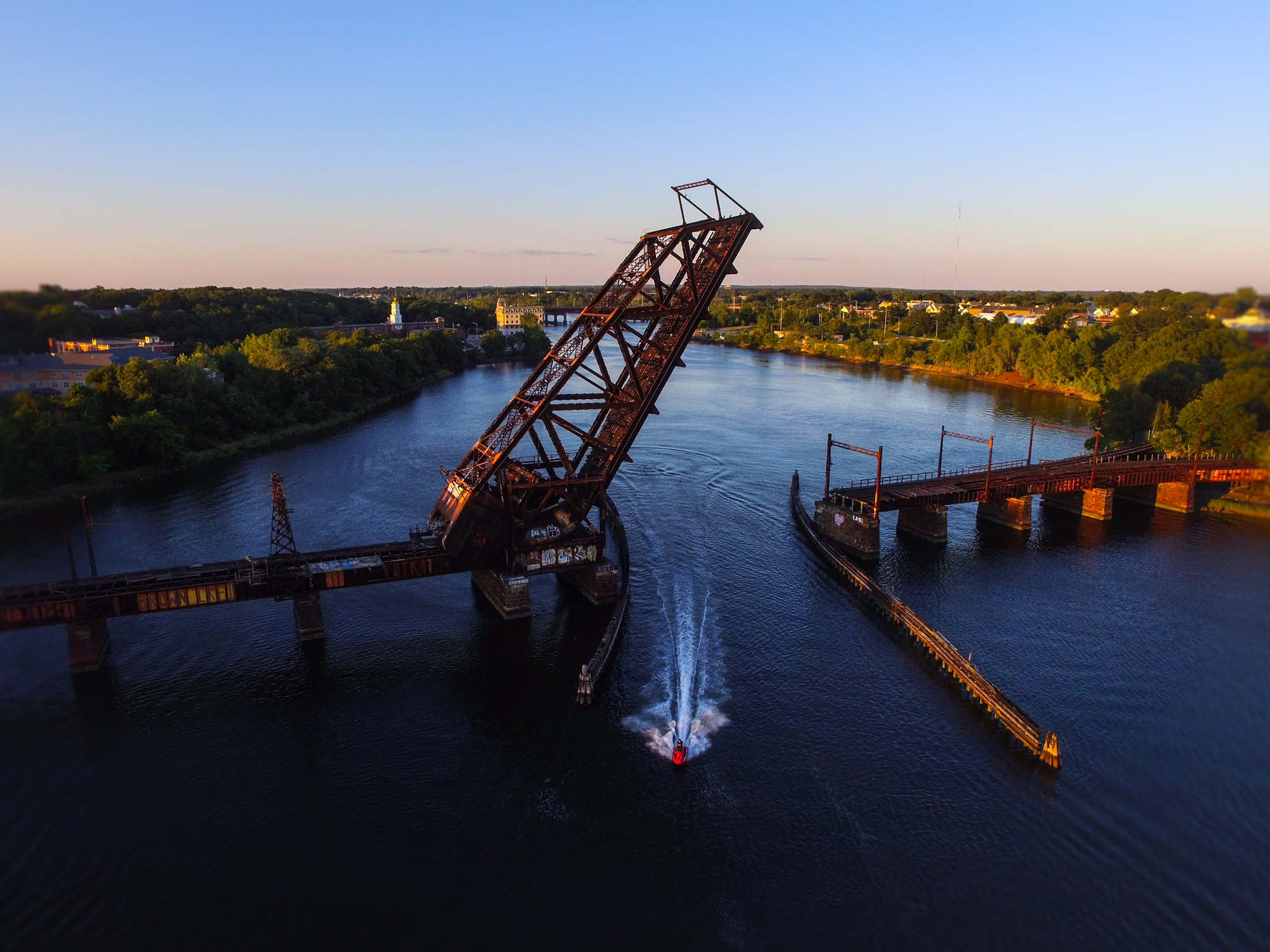
Cầu Cất Crook Point ở Providence, Rhode Island, Hoa Kỳ
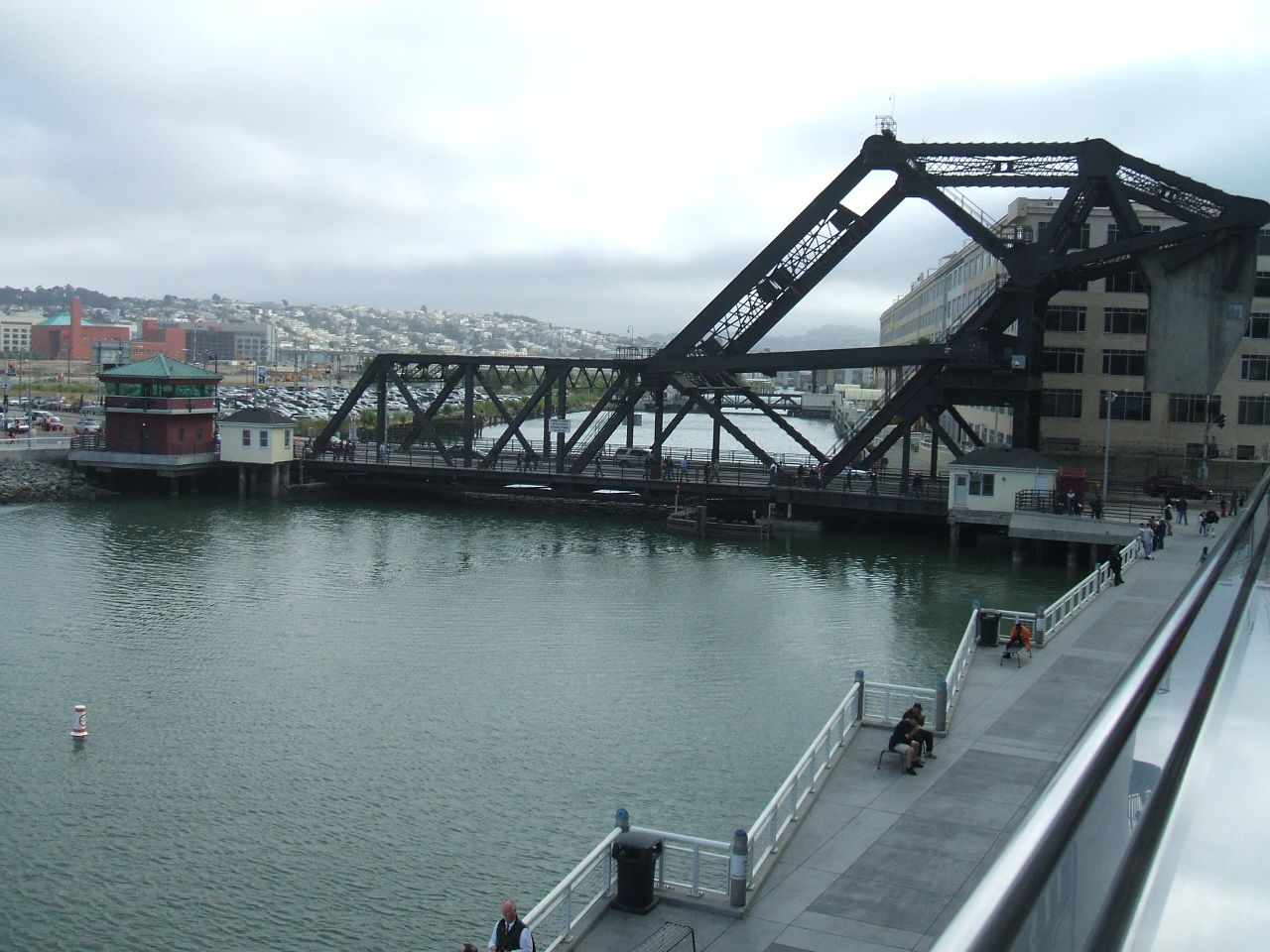
Cầu Lefty O'Doul ở San Francisco, California, Hoa Kỳ
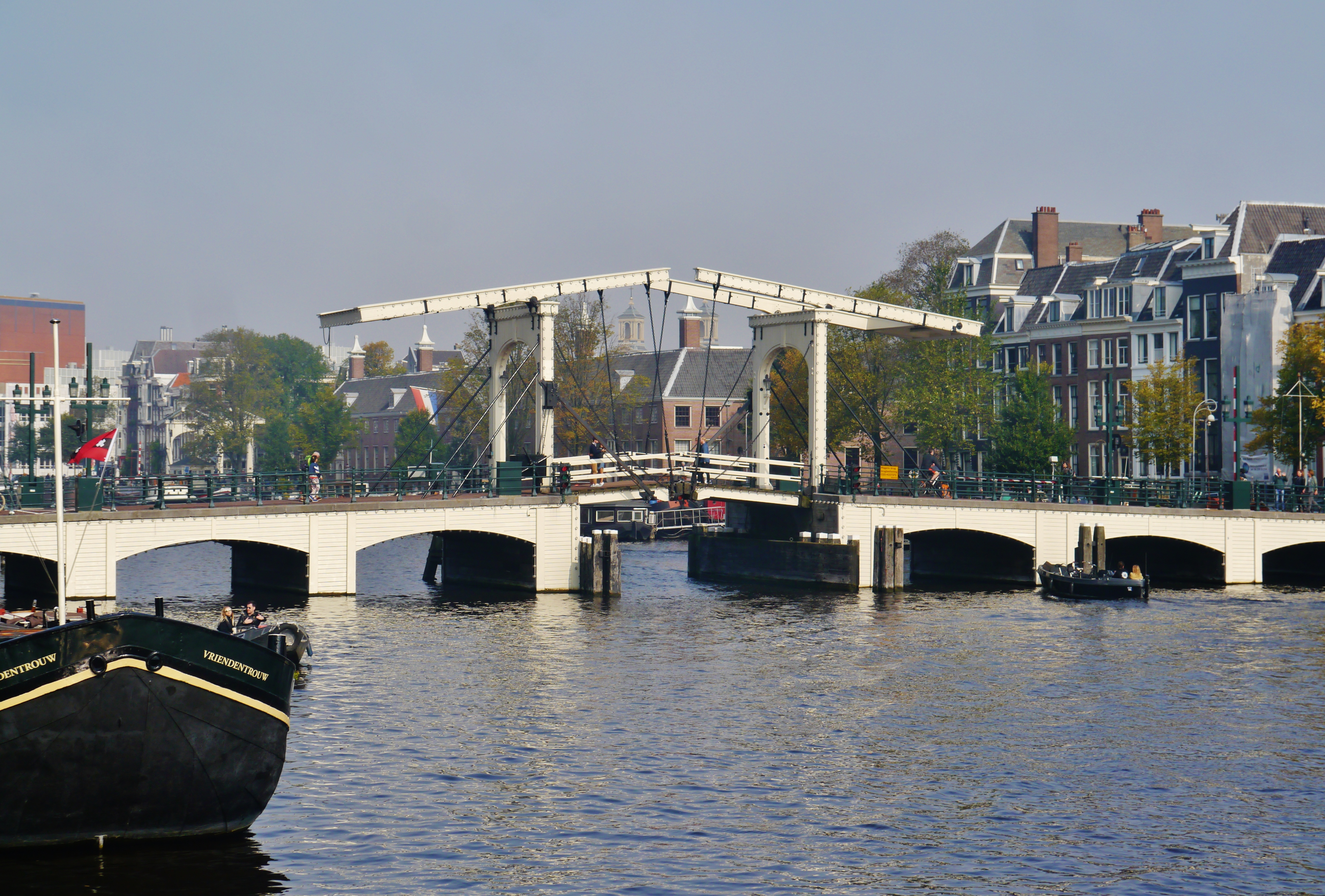
Magere Brug ở Amsterdam, Hà Lan
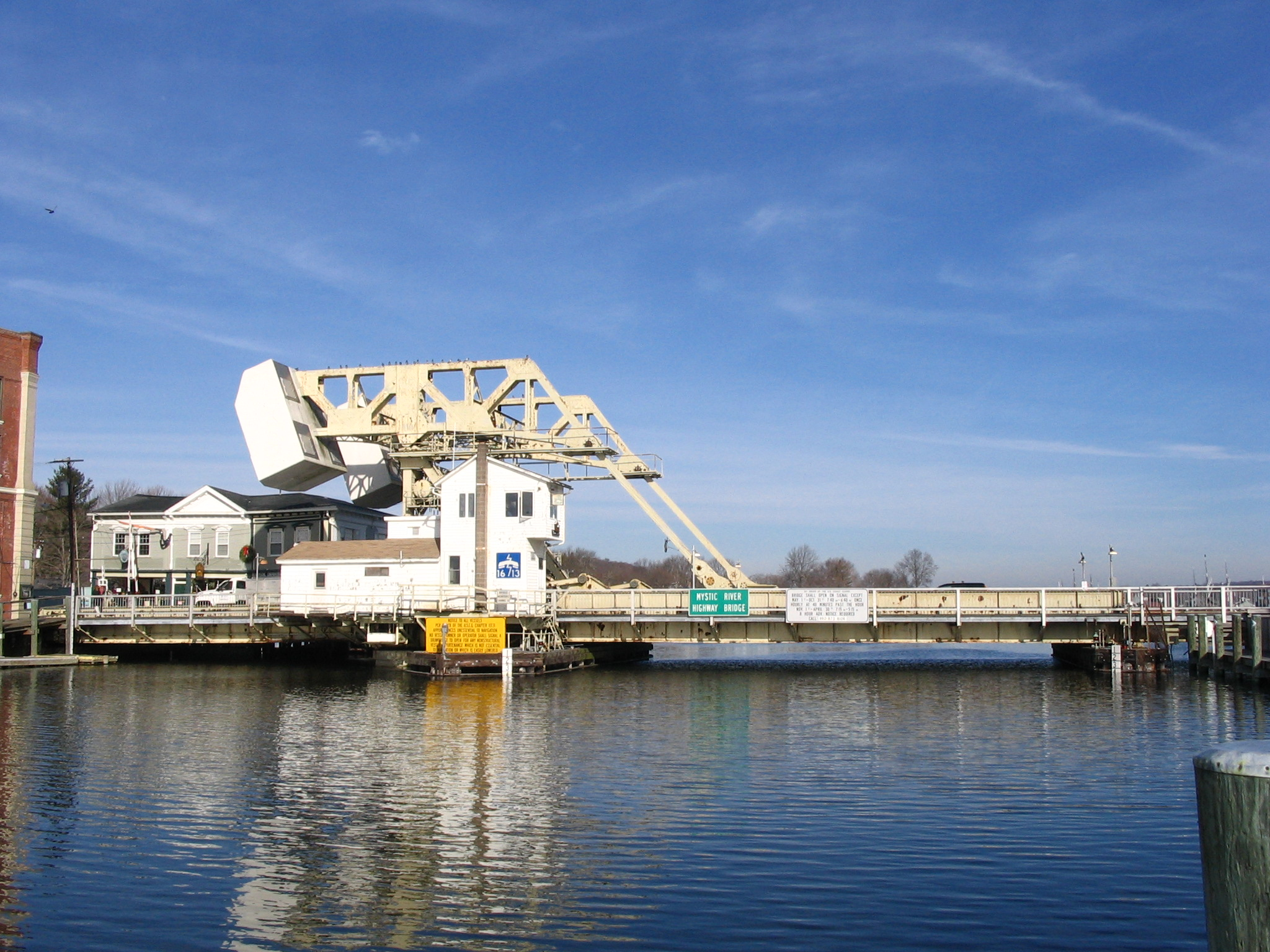
Cầu Cất Sông Mystic ở Mystic, Connecticut, Hoa Kỳ
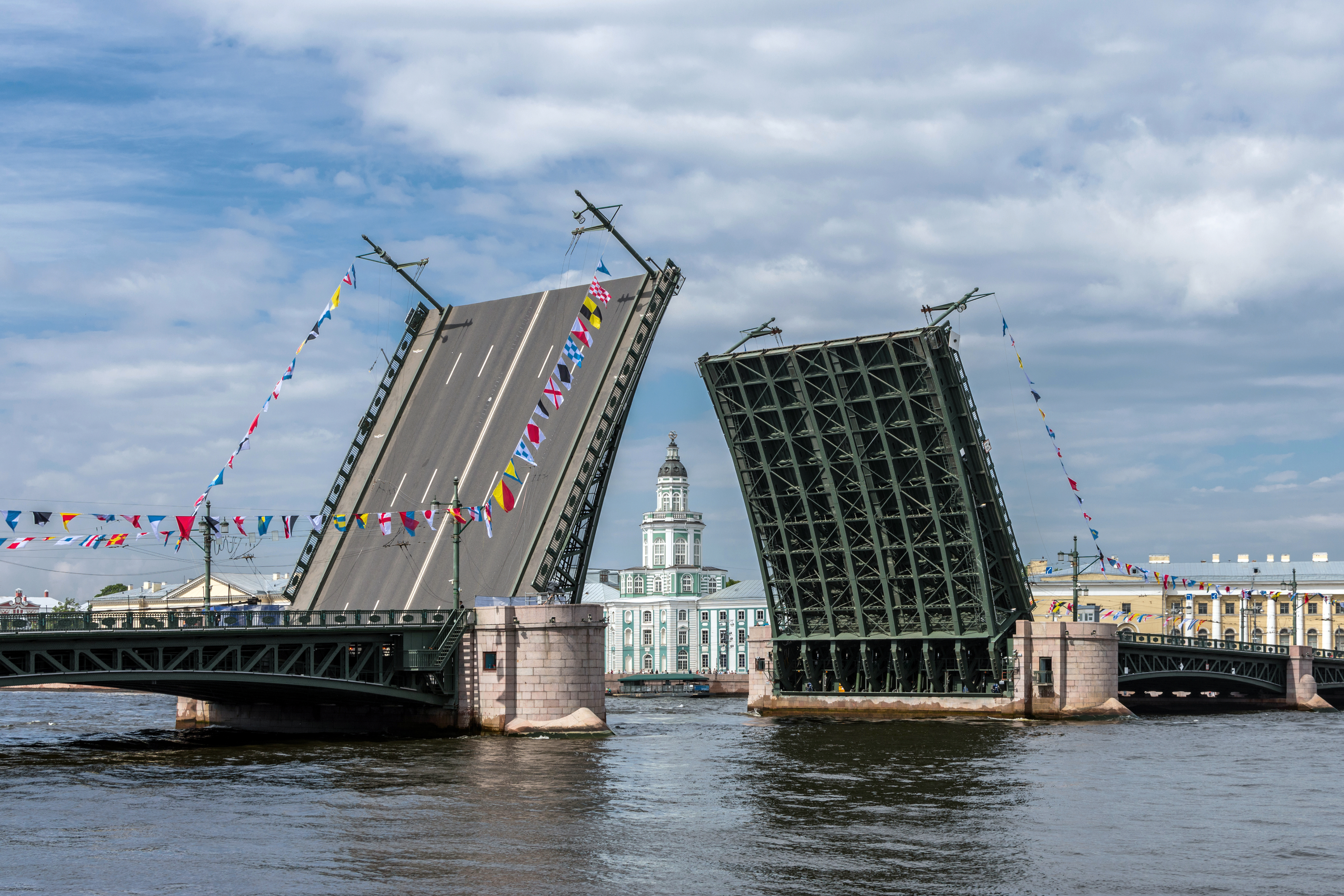
Cầu Palace ở Saint Petersburg, Nga
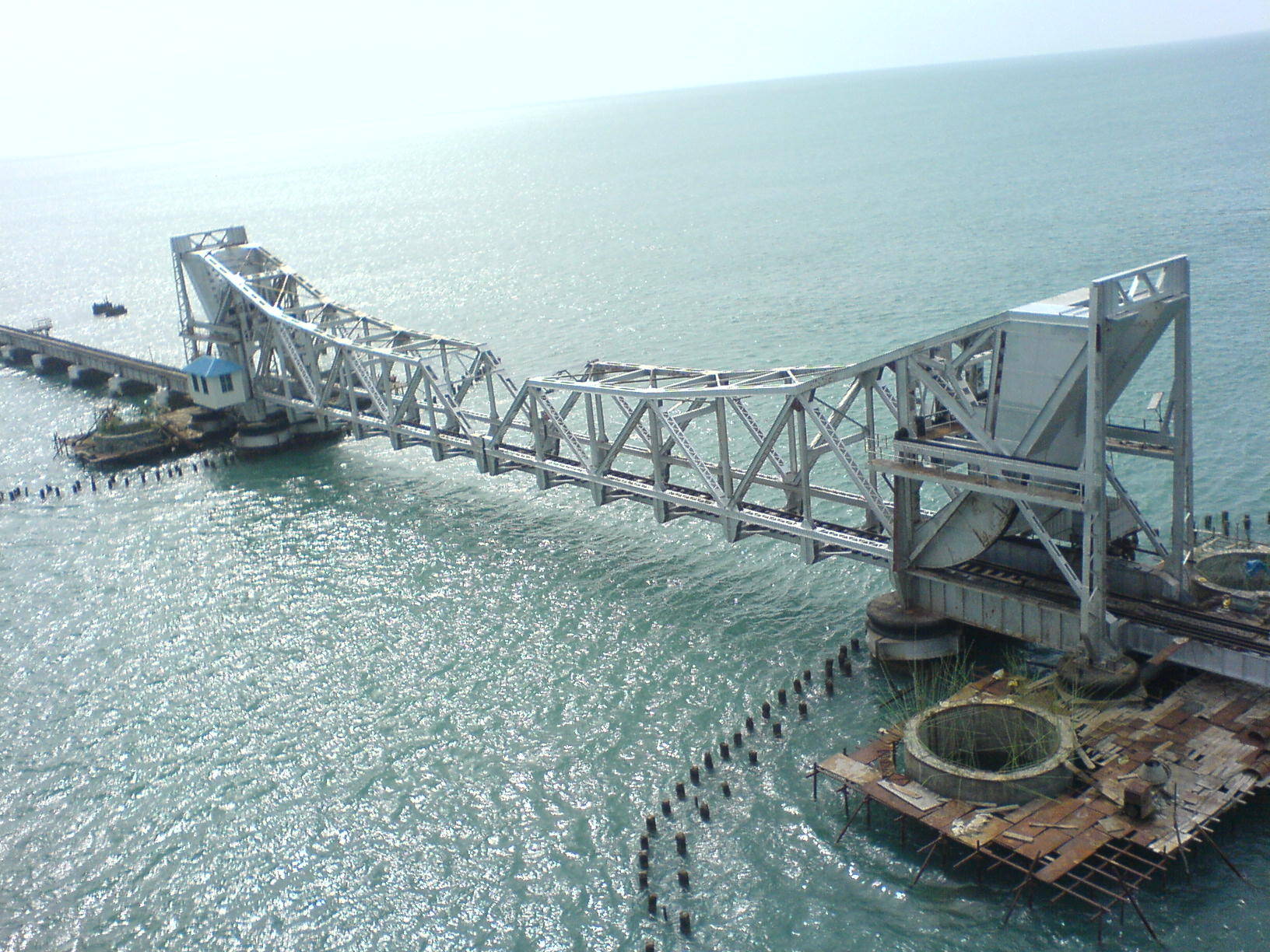
Cầu Pamban ở Rameswaram, Ấn Độ
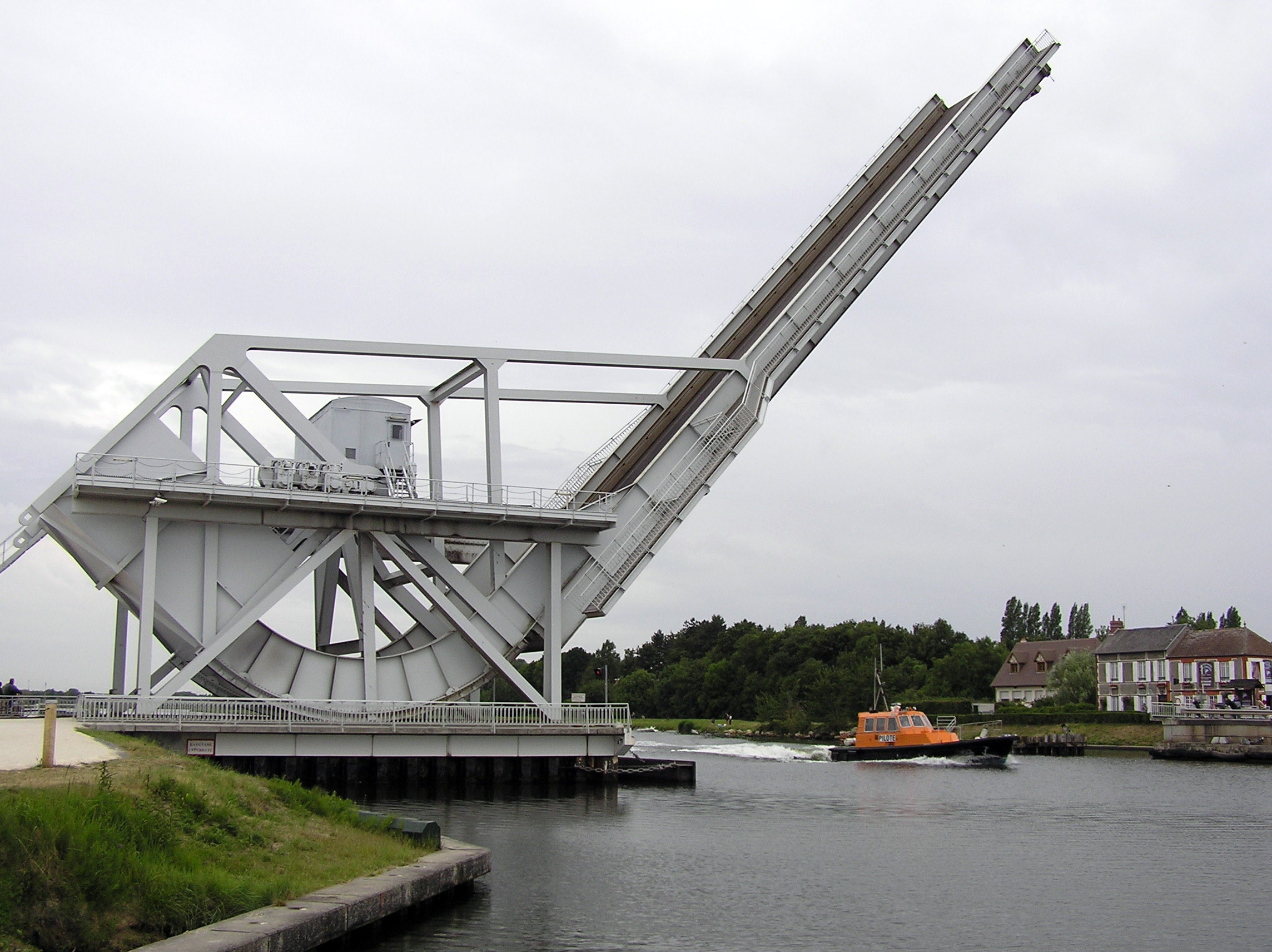
Cầu Pegasus, một cây cầu nâng lăn ở Normandy, Pháp
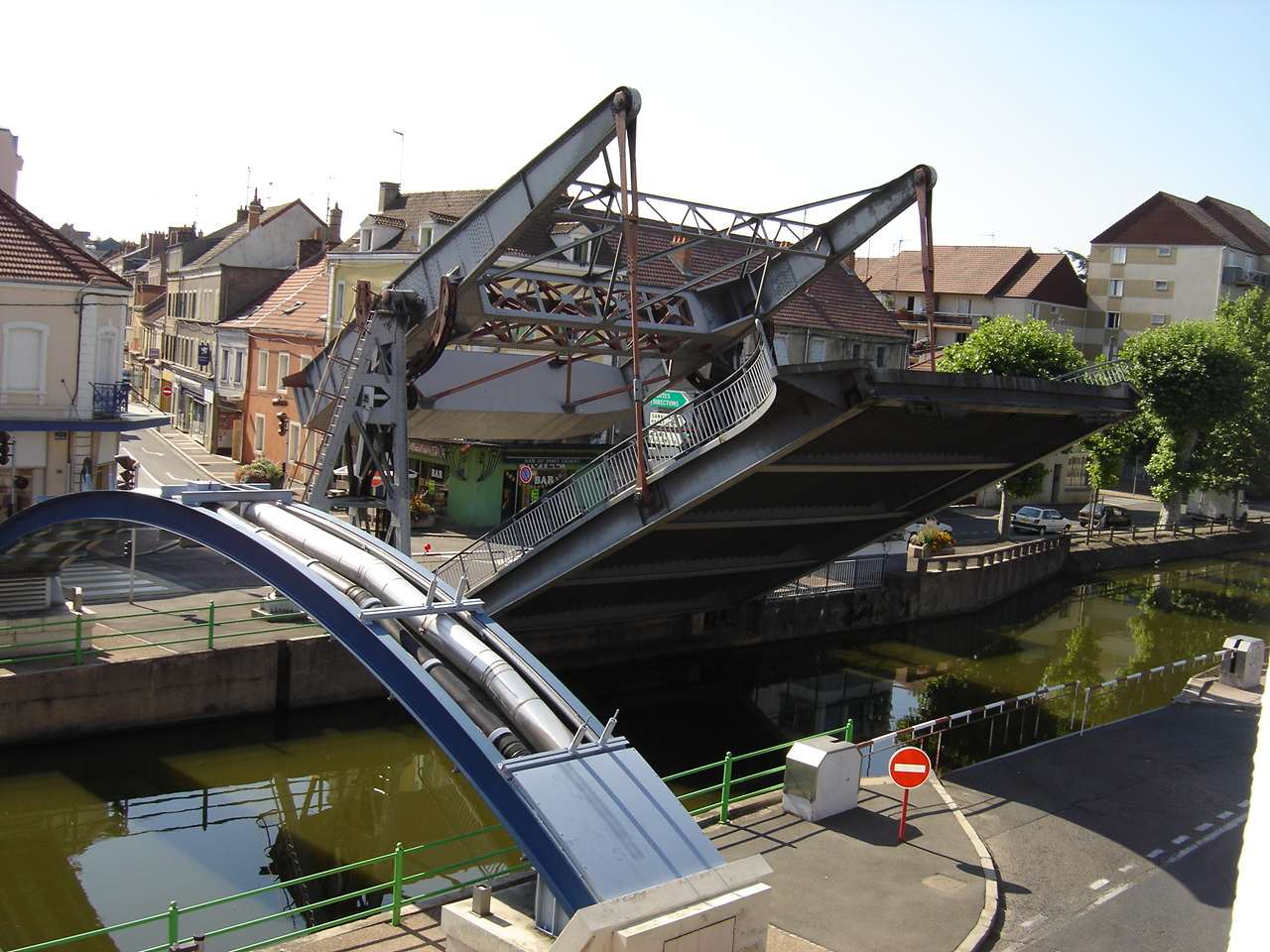
Một cây cầu cất ở Montceau-les-Mines, Pháp
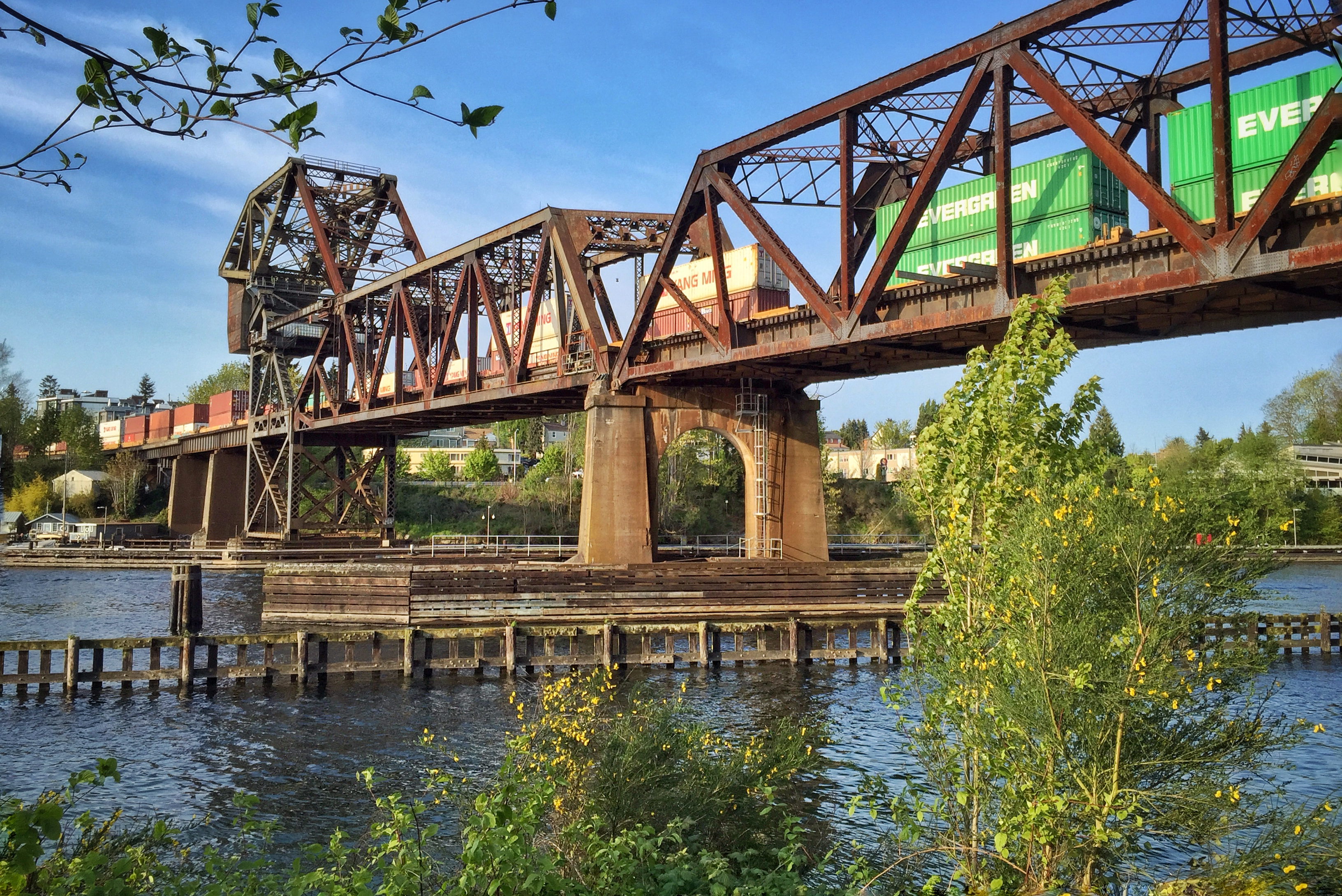
Cầu Vịnh Cá Hồi ở Seattle, Washington, Hoa Kỳ
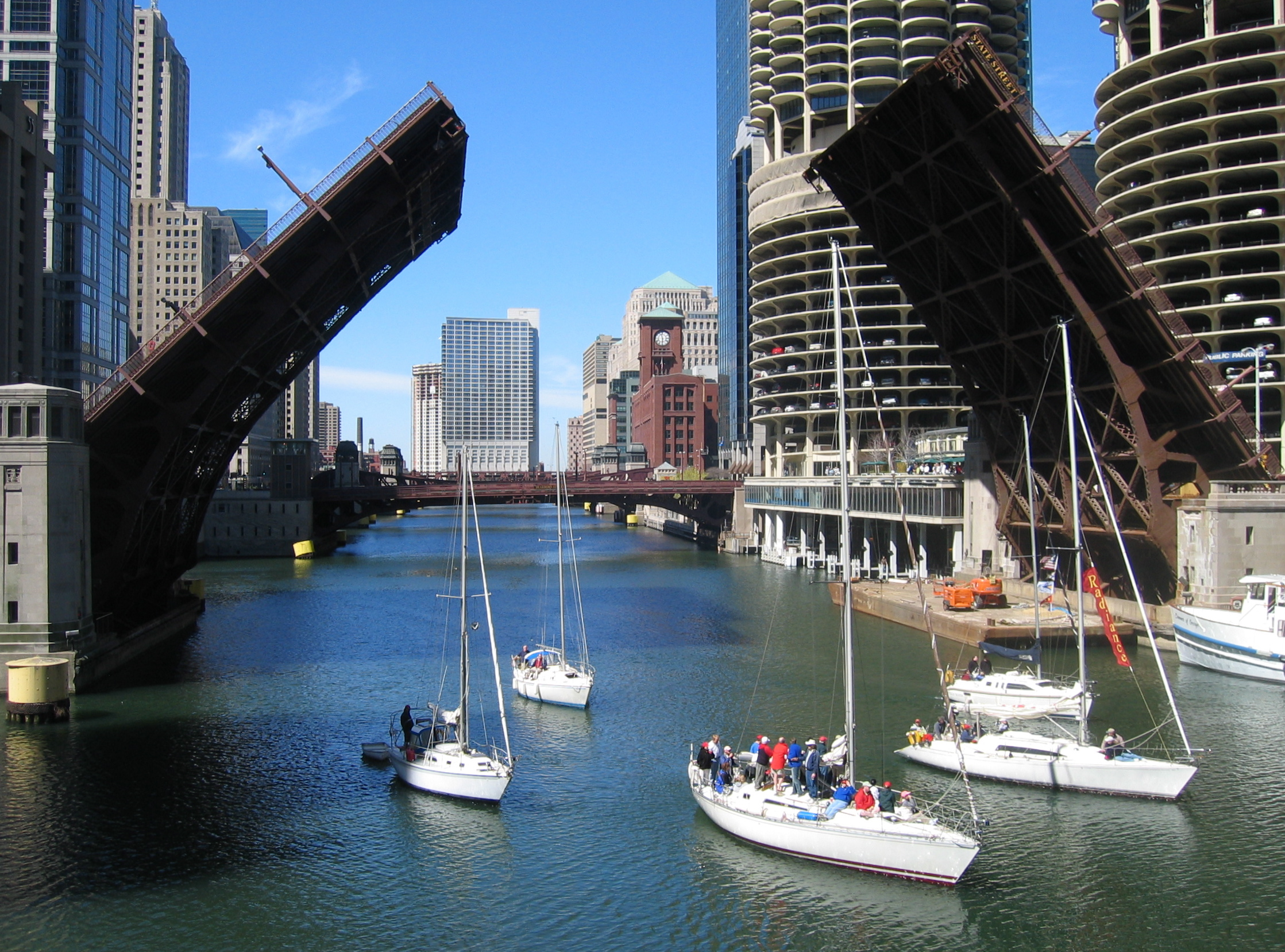
Cầu trên đường State ở Chicago, Illinois, Hoa Kỳ
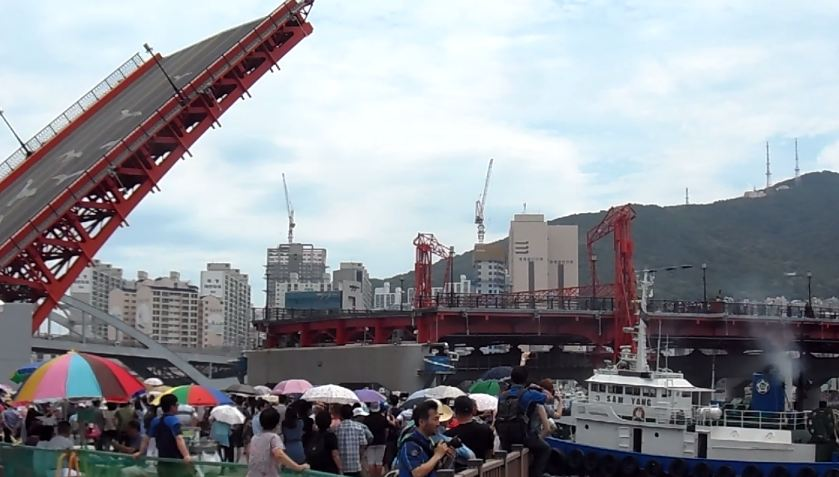
Cầu Yeongdodaegyo ở Busan, Hàn Quốc
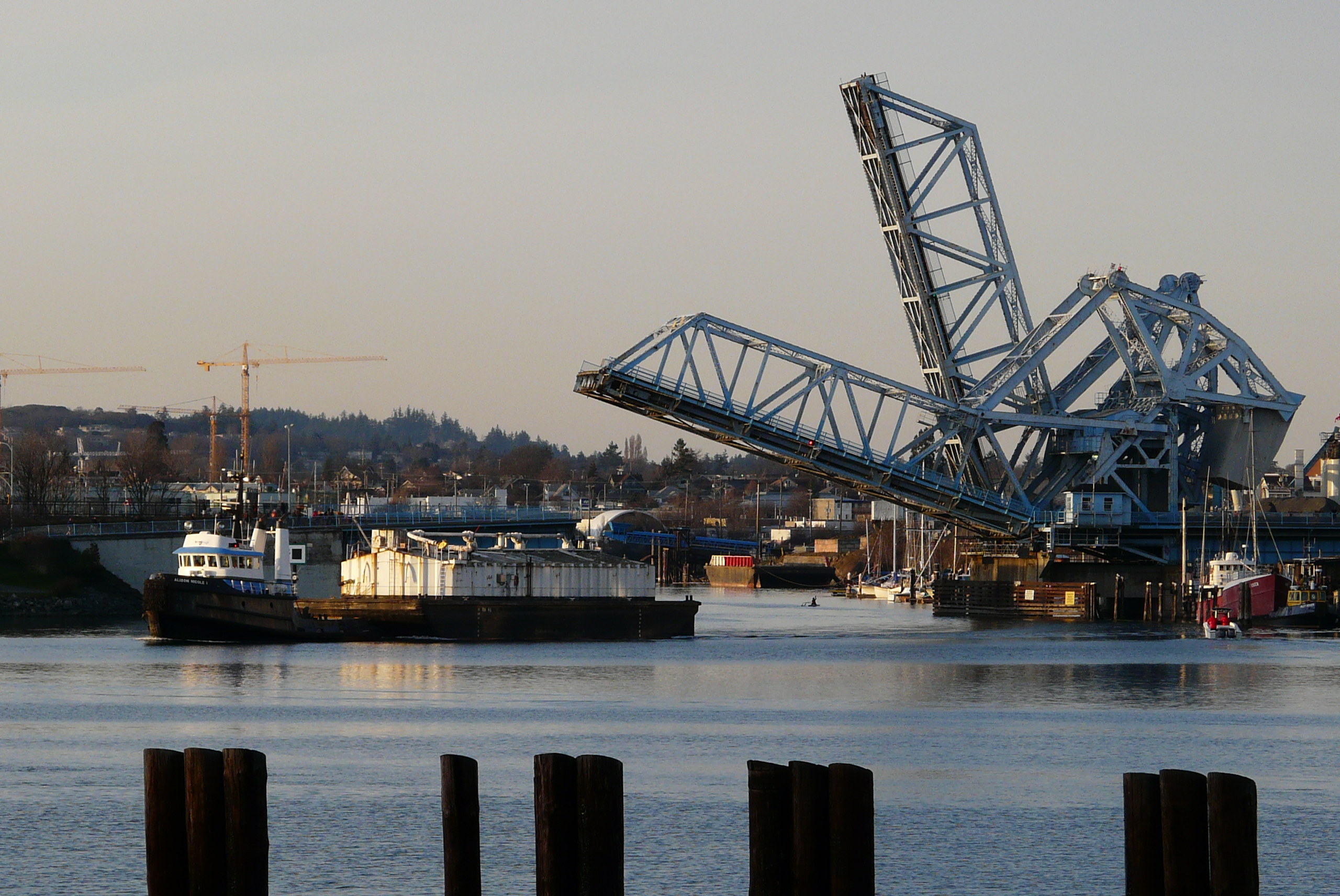
Cầu trên đường Johnson ở Bến cảng Victoria, British Columbia, Canada